# Valenciennes Football Club
El Valenciennes Football Club és un club de futbol francès de la ciutat de Valenciennes.

## Història
- 1913: Fundació del Valenciennes Football Club (FCV).
- 1916: Rebatejat Union Sportive Valenciennes-Anzin (USVA).
- 1933: Secció professional.
- 1996: Abandonament del professionalisme.
- 1996: Rebatejat "Valenciennes Football Club".
- 2005: De nou professional.

El club fou fundat el 1913 amb el nom de Football Club de Valenciennes. Un any després el club canvia el nom pel d'Union Sportive Valenciennes-Anzin. A la temporada 1935/36 debuta a la primera divisió francesa. El 1996 es torna a canviar el nom pel de Valenciennes Football Club. Actualment és un dels equips amb més simpatia de França, però també un dels més modestos i que sempre lluita per la permanència en la màxima categoria del futbol francès.
L'estadi del club fins a la temporada 2010-11 fou l'Stade Nungesser.

## Palmarès
- Ligue 2: 1972, 2006
- Tercera divisió de la Lliga francesa de futbol: 2005
- Quarta divisió de la Lliga francesa de futbol: 1998

## Futbolistes destacats
| - Milan Biševac - Joseph Bonnel - Goran Bošković - Jorge Burruchaga - Bernard Chiarelli - Thadée Cisowski - Dominique Dropsy - Eugène Ekéké - Armand Fouillen |  | - Jacques Glassmann - Foued Kadir - Bolec Kocik - Terje Kojedal - Kálmán Kovács - Ignace Kowalczyk - Hocine Lachaab - Daniel Leclercq - Włodzimierz Lubański |  | - Yves Mangione - Serge Masnaghetti - Roger Milla - Daniel Moreira - Ivica Osim - Jean-Pierre Papin - Jean-Claude Piumi - Louis Provelli - David Regis |  | - Ismaël Pobanonga - Steve Savidan - Didier Six - Živko Slijepčević - Jean-Pierre Tempet - Pascal Zaremba |

## Entrenadors
| - André Tison 1948-1950 - Henri Pérus 1950-51 - Charles Demeillez 1951-1953 - Robert Domergue 1953-1966 - Gaby Robert 1966-1970 - Louis Provelli 1970 - Robert Domergue 1970-1973 - Jean-Pierre Destrumelle 1973-1979 - Erwin Wilczek 1979-1983 - Léon Desmenez 1983-1987 - Daniel Leclercq 1987-1988 - Victor Zvunka 1988 | - Georges Peyroche 1988-1991 - Francis Smerecki 1991-1992 - Boro Primorac 1993 - Bruno Metsu 1993-1994 - Robert Dewilder 1994-1996 - Dominique Corroyer 1996 - Ludovic Batelli 1996-2000 - Didier Ollé-Nicole 2000-2003 - Daniel Leclercq 2003-2005 - Antoine Kombouaré 2005-2009 - Philippe Montanier 2009-2011 - Daniel Sanchez 2011- |